# Kent Cup 1990
Der Kent Cup 1990 war ein professionelles Snooker-Einladungsturnier, das im Rahmen der 1989/90 vom 15. bis zum 18. März 1990 im Yuetan Gymnasium der chinesischen Hauptstadt Peking ausgetragen wurde. Sieger wurde der Schotte Marcus Campbell, der im Finale den Kanadier Tom Finstad besiegte. Das höchste Break des Turnieres war – mangels Century Breaks – eine 79er-Aufnahme des Iren Ken Doherty.

## Preisgeld
Organisiert wurde das Turnier von dem Hongkonger Unternehmen Pro-Tex Sports Management in Zusammenarbeit mit der China Billiards & Snooker Association. Es ist unbekannt, ob das Turnier daneben einen offiziellen Sponsor hatte. Das ist aber zumindest wahrscheinlich, zumal alle anderen Ausgaben des Kent Cups von der namensgebenden Zigarettenmarke Kent von British American Tobacco gesponsert wurden. Insgesamt wurde ein Preisgeld von 25.000 US-Dollar ausgeschüttet, etwa ein Drittel entfiel dabei auf den Sieger.
|                       | Preisgeld |
| --------------------- | --------- |
| Sieger                | 8.000 $   |
| Finalist              | 4.000 $   |
| Halbfinalist          | 2.400 $   |
| Zweitplatzierter (RR) | 1.200 $   |
| Drittplatzierter (RR) | 600 $     |
| Höchstes Break        | 1.000 $   |
| Insgesamt             | 25.000 $  |

## Turnierverlauf
Insgesamt wurden zwölf Spieler zum Turnier eingeladen. Obgleich das Turnier eigentlich ein Profiturnier, waren es vor allem aufstrebende Amateurspieler, die eine Einladung erhielten. Zunächst wurden vier Dreier-Gruppen gebildet, in denen jeweils ein einfaches Jeder-gegen-jeden-Turnier ausgespielt wurden. Der Erstplatzierte jeder Abschlusstabelle rückte ins Halbfinale vor. Ab dort wurde das Turnier im K.-o.-System entschieden. Während die Spiele der Gruppenphase aus den addierten Ergebnissen zweier Frames entschieden wurden, fand das Halbfinale im Modus Best of 5 Frames und das Endspiel im Modus Best of 7 Frames statt.
Da die Ergebnisse der Gruppenphase unbekannt sind, entfällt die Darstellung derselbigen an dieser Stelle. Zu den weiteren, bereits in der Gruppenphase ausgeschiedenen Teilnehmern gehörte unter anderem Jonathan Birch. Im Halbfinale besiegte der junge Schotte Marcus Campbell den aufstrebenden Iren und späteren Profi-Weltmeister Ken Doherty knapp mit 3:2. Das andere Halbfinale entschied der Kanadier Tom Finstad für sich, als er mit Ex-Profispieler und Ex-Asienmeister Sakchai Sim Ngam den letzten verbliebenen Asiaten besiegte. Das Finale konnte wiederum Campbell klar für sich entscheiden, er besiegte Finstad mit 4:1.
|  | Halbfinale Best of 5 Frames | Halbfinale Best of 5 Frames |                 |             | Finale Best of 7 Frames | Finale Best of 7 Frames |
|  |                             |                             |                 |             |                         |                         |
|  |                             |                             |                 |             |                         |                         |
|  | Marcus Campbell             | 3                           |                 |             |                         |                         |
|  | Ken Doherty                 | 2                           |                 |             |                         |                         |
|  |                             |                             | Marcus Campbell | 4           |                         |                         |
|  |                             |                             |                 | Tom Finstad | 1                       |                         |
|  | Tom Finstad                 | 3                           |                 |             |                         |                         |
|  | Sakchai Sim Ngam            | 1                           |                 |             |                         |                         |
|  |                             |                             |                 |             |                         |                         |